# Caccamo
Caccamo (sicilià Càccamu) és un municipi italià, dins de la ciutat metropolitana de Palerm. L'any 2007 tenia 8.528 habitants. Limita amb els municipis d'Alia, Aliminusa, Baucina, Casteldaccia, Ciminna, Montemaggiore Belsito, Roccapalumba, Sciara, Sclafani Bagni, Termini Imerese, Trabia, Ventimiglia di Sicilia i Vicari.

## Administració
| Període | Identitat          | Partit      |
| ------- | ------------------ | ----------- |
| 2003-   | Desiderio Capitano | Centredreta |